# Отмица из сараја
Отмица из сараја (K. 384) је опера у три чина Волфганга Амадеуса Моцарта. Писана је у форми Зингшпила (музичка игра). Аутор либрета је Кристоф Фридрих Брецнер. Премијеру је имала у Бечу 1782. и одмах је постигла велики успех. Сматра се првом зрелијом Моцартовом опером.
У опери херој Белмонте покушава да спасе своју драгу Констанцу из сараја паше Селима. У томе му помаже слуга Педрило. 

## Праизведба
16. јул 1782. Беч (Burgtheater)

## Улоге
| улога                         | гласовни фах  |
| ----------------------------- | ------------- |
| Белмонте (шпански племић)     | тенор         |
| Констанца                     | сопран        |
| Блонда (Констанцина служавка) | сопран        |
| Педрило (Белмонтеов слуга)    | тенор         |
| Осмин (пашин надзорник)       | бас           |
| Селим Баса, паша              | говорна улога |
| Клас                          | говорна улога |
| хор јаничара                  |               |

## Арије из опере Отмица из сараја
- (О, како ћу победити) – Осмин
- (Мученици свих врста) – Констанца